# Flamenco (Guinjoan)
Flamenco és una obra per a dos pianos composta per Joan Guinjoan el 1994.

## Obra
L'obra enfoca el flamenc a partir d'un llenguatge més proper al de Guinjoan. Treballa de manera notable motius, melodies i gestos, ja siguin en forma de línies melòdiques, sèries de sons o notes rellevants d'acords: són alguns dels factors que contribueixen a la "pulsió emotiva" que remarca Guinovart. També alterna i combina esdeveniments més lliures i lírics amb ritmes marcats, i cerca similituds amb l'idiomatisme de la guitarra (amb l'ús de certs tipus d'arpegis i acords, pizzicati, frases, etc.).
Pel que fa a l'estructura, malgrat que l'obra hagués estat concebuda inicialment com un tríptic, “cada peça gaudeix d'una autonomia pròpia i els intèrprets disposen de total llibertat pel que fa a l'elecció entre cadascuna d'elles” (de fet, va ser estrenada d'aquesta manera).
- Flamenco I, el primer número, juxtaposa dos tipus de textures que tornaran a aparèixer durant les altres peces: d'una banda, presenta una mescla entre arpegis lents rítmicament flexibles i línies melòdiques àgils que hereten del flamenc una gestualitat molt característica; d'altra banda, desenvolupa una secció rítmica contrastada de mètrica molt variable que afegeix un grau de verticalitat mitjançant l'ús d'acords placats, sense deixar de banda els motius melòdics.

- Flamenco II es recrea en la flexibilitat i l'horitzontalitat de la primera part de la peça anterior: això ho aconsegueix emprant material de caràcter melòdic o, si més no, organitzant la gran majoria de sons com a línies d'altures. La idea es reforça amb l'expressivitat que aporta la manca de mètrica precisa i un ritme sovint intuïtiu (en forma d'acceleracions o successions de notes de ritme semblant però indeterminat). Destaca també l'ús de tècniques com pizzicati o harmònics, així com les seqüències que aproximen el cant popular Cascabeles azules, afegint-hi salts d'octava i novena.[cal citació]

- Flamenco III, de manera paral·lela a II, adopta una concepció semblant a la segona part de Flamenco I: desenvolupa una escriptura rítmica que genera una textura molt més densa, però que no renuncia a episodis més tranquils i lliures, ni a l'ús de motius o gestos musicals dels tipus que s'havien mostrat anteriorment. La celeritat de la peça i la sonoritat que busca fan que ambdós pianos es toquin únicament mitjançant el teclat.[cal citació]

## Interpretacions[2]
L'obra va ser escrita per encàrrec del Centro para la Difusión de la Música Contemporánea, i dedicada per al duet Uriarte-Mrongovius (format per Begoña Uriarte i Karl-Hermann Mrongovius). Cadascuna de les peces que componen Flamenco va ser estrenada pel duet en una ocasió diferent:
- Flamenco I: 8 de febrer del 1996, a Würzburg (Hochschule für Musik).
- Flamenco II: 13 de gener del 1995, a Múnic (Gasteig).
- Flamenco III: 5 de novembre del 1996, a Múnic (Akademie der Schönen Künste).

Un enregistrament d'Uriarte-Mrongovius va ser publicat el 1999. Versions més recents inclouen la de Puente-Narejos del 2013 (prèviament interpretada el 2011).